# نژو
نژو، روستایی از توابع بخش مرکزی شهرستان بانه در استان کردستان ایران است.

## جمعیت
این روستا در دهستان شوی قرار دارد و براساس سرشماری مرکز آمار ایران در سال ۱۳۸۵، جمعیت آن ۲۷۲ نفر (۵۲خانوار) بوده‌است.

## درخت کهنسال
در قبرستان قدیمی روستای نژو یک درخت بلوط (مازودار) کهنسال وجود دارد که با شمارهٔ ۶۹۳ در تاریخ ۱۲ اسفند ۱۳۹۸ به عنوان میراث طبیعی ارزشمند در فهرست آثار ملی ایران ثبت شده‌است.